# Stazione di Saga-Arashiyama
La stazione di Saga-Arashiyama (嵯峨嵐山駅?, Saga-Arashiyama-eki) è una stazione ferroviaria situata nel quartiere di Ukyō-ku della città di Kyoto, nella prefettura omonima in Giappone. Si trova sulla linea principale San'in ed è utilizzata dai treni del servizio linea Sagano.

## Linee e servizi
JR West
■ Linea Sagano

## Caratteristiche
La stazione ferroviaria serve la linea Sagano che collega Kyoto con Kameoka, ed è costituita da due banchine a isola con quattro binari in superficie. La stazione supporta la bigliettazione elettronica ICOCA ed è dotata di tornelli automatici di accesso ai binari.
| 1-2 | ■ Linea Sagano | per Nijō e Kyoto                   |
| 3-4 | ■ Linea Sagano | per Kameoka, Sonobe, e Fukuchiyama |

## Stazioni adiacenti
| «            | Servizio     | »            |
| Linea Sagano | Linea Sagano | Linea Sagano |
| ------------ | ------------ | ------------ |
| Uzumasa      | Locale       | Hozukyō      |
| Emmachi      | Rapido       | Kameoka      |